# Beckman Coulter

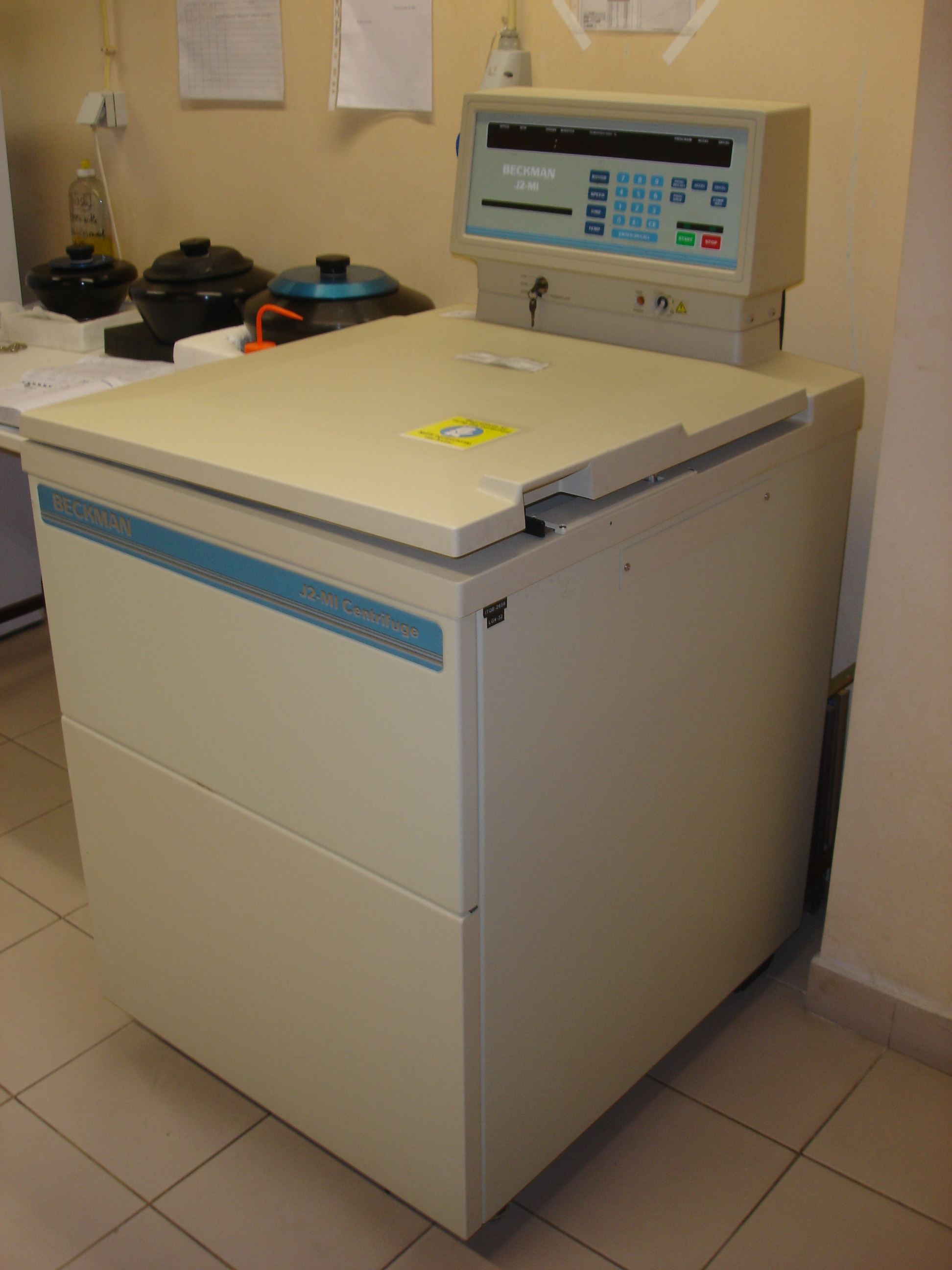
Una centrífuga de laboratorio de Beckman.

Beckman Coulter Inc. es una compañía que hace instrumentos biomédicos de laboratorio. Fundada por el profesor del Instituto de Tecnología de California Arnold O. Beckman en 1935 como National Technical Laboratories para comercializar un PH-metro que había inventado, la compañía eventualmente creció hasta tener más de 10,000 empleados, con $2.4 billones de dólares en ventas anuales en 2004. Su sede actual se encuentra en Brea, California.
En los 40's, Beckman cambió el nombre de la compañía a Arnold O. Beckman, Inc. para vender analizadores de oxígeno, el potenciómetro de precisión Helipot y espectrofotómetros.  En los 50's, la compañía cambió el nombre a Beckman Instruments, Inc..
En 1955, Beckman estableció elLaboratorio Shockley de Semiconductores como una división de Beckman Instruments para comenzar a comercializar la tecnología del semiconductor transistor inventada por William Shockley y otros. El Laboratorio de Shockley fue establecido en Mountain View, California, y fue entonces cuando nació "Silicon Valley".
En 1982, la compañía se fusiona con SmithKline para formar SmithKline Beckman, con Arnold Beckman como vice chairman, pero adquirió nuevamente su independencia en 1989 después de que SmithKline se fusionara con Beecham Group para formar SmithKline Beecham (ahora parte de GlaxoSmithKline).
En 1995, la compañía adquirió Hybritech, Inc. de Eli Lily
En 1996, la compañía adquirió el grupo la parte de Sanofi de Sanofi Pasteur Diagnostics
En 1998, la compañía adquirió Coulter Corporation, una compañía fundada por Wallace H. Coulter y cambió su nombre al que tiene hoy en día.
En 2005, la compañía adquirió Diagnostic Systems Laboratories (DSL) based in Webster, Texas.
En 2006, la compañía adquirió Lumigen y Agencourt Bioscience.
En 2007, la compañía adquirió Flow Cytometry Business Group de Dako North America, Inc.
En 2009, la compañía adquirió Lab-based Diagnostics business de Olympus Japan.
En 2009, la compañía migró su sede mundial de Fullerton a las nuevas instalaciones de Brea.

## Administración ejecutiva
- CEO - Scott Garrett
- CFO - Charlie Slacik
- Executive VP Worldwide Commercial Operations - Robert Kleinert
- Senior VP Quality and Regulatory - Clair O'Donovan
- Senior VP General Counsel - Arnold Pinkston
- Senior VP HR - Robert Hurley
- Senior VP SCM - Pamela Miller
- Senior VP - Russ Bell
- Senior VP Strategy, Business Development & Investor Relations & Communications - Paul Glyer
- Group VP Cellular - Cynthia Collins
- Group VP High Sensitivity Testing Group - Mike Whelan
- Group VP High Sensitivity Testing Group - Richard Creager
- Group VP Chemistry, Discovery and Automation Business Group - Scott Atkin
- VP Medical Director - Peter Heseltine